# Do the Bartman
"Do the Bartman" é uma canção contida no primeiro álbum de estúdio da sitcom animada The Simpsons, The Simpsons Sing the Blues (1990). Foi interpretada pela integrante do elenco da série Nancy Cartwright e lançada como single do disco em 20 de novembro de 1990. A faixa foi composta e produzida pelo cantor estadunidense Michael Jackson e Bryan Loren. No entanto, o artista não foi creditado, pois estava de contrato assinado com outra gravadora. Ele era fã do programa—especialmente do personagem Bart Simpson—e ligou para os produtores oferecendo-se a escrever uma música para Bart e fazer uma participação especial no show.
"Do The Bartman" nunca foi oficialmente lançada como single nos Estados Unidos, mas liderou as paradas da Austrália, Irlanda, Nova Zelândia, Noruega, e Reino Unido. Listando-se também entre os dez mais vendidos na Suécia e nos Países Baixos. O vídeo musical, dirigido por Brad Bird, teve um grande impacto na rede televisiva MTV, recebendo uma indicação ao MTV Video Music Awards de 1991.

## Antecedentes

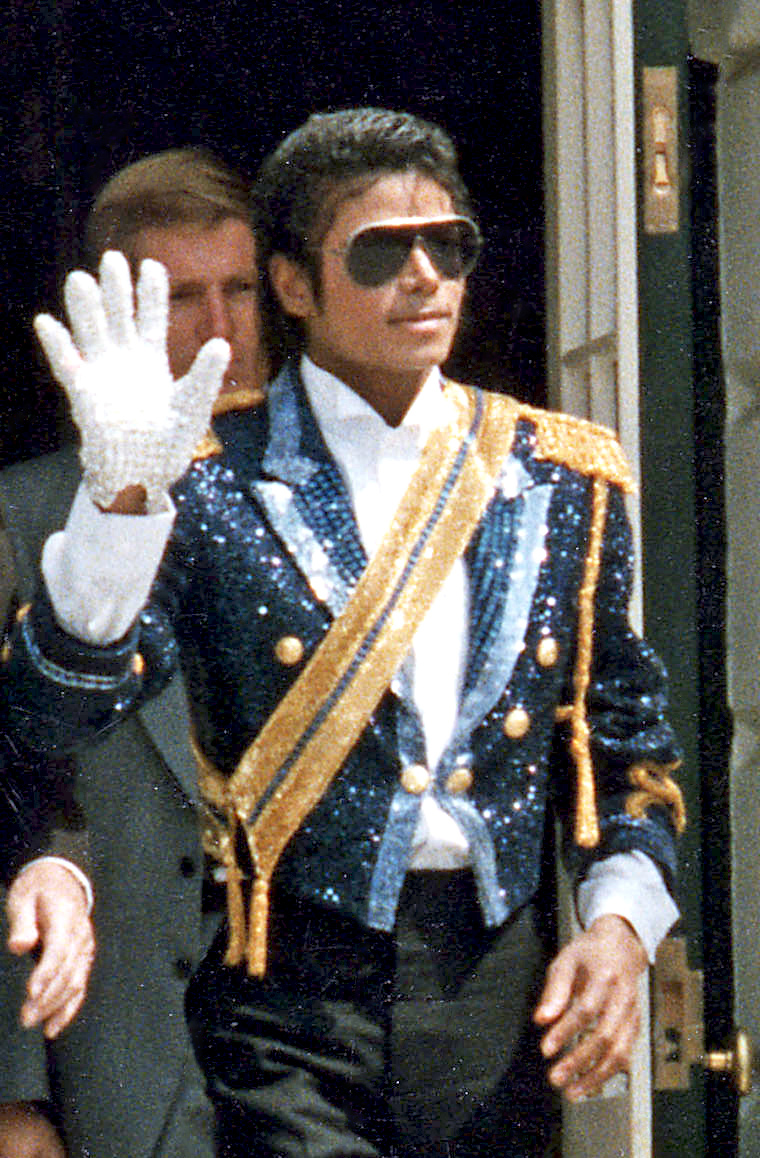
Michael Jackson foi o compositor e produtor de "Do the Bartman".

O álbum The Simpsons Sing the Blues foi lançado em Setembro de 1990. Seu primeiro single foi a música do gênero pop rap "Do the Bartman", interpretada pela dubladora de Bart Simpson Nancy Cartwright e lançada em 20 de novembro de 1990. No verão de 1990 do hemisfério norte, começaram boatos de que Michael Jackson escreveria uma canção para Bart no disco. Esta faixa foi inicialmente cogitada a ser "Do the Bartman", mas o produtor executivo James L. Brooks emitiu um comunicado em setembro de 1990 pedindo desculpas pelo mal-entendido e afirmando que a obra foi escrita por um dos amigos de Jackson, Bryan Loren.
No entanto, o criador de The Simpsons Matt Groening revelou durante uma aparição na World Animation Celebration de 1998 em Pasadena, Califórnia que "Do the Bartman" foi realmente co-composta and co-produzida por Jackson, mas, ele não foi creditado, pois estava de contrato assinado com outra gravadora. Groening disse ao público do evento que se reunira para uma "homenagem ao The Simpsons" de que "sempre [foi] inacreditável para mim ninguém nunca descobrir que Michael Jackson escreveu essa canção. [...] Ele era um grande fã do programa."
Jackson era fã de The Simpsons, especialmente Bart, e ligou para os produtores oferecendo-se a escrever uma música para o personagem e fazer uma participação especial no show. O cantor, eventualmente, co-estrelou o episódio "Stark Raving Dad" sob o pseudônimo de John Jay Smith. Ele também escreveu uma música chamada "Happy Birthday Lisa" para este episódio, que mais tarde foi incluída no álbum Songs in the Key of Springfield. Foi relatado pela revista Variety que o artista também gravou os vocais de fundo para "Do the Bartman".

## Desempenho nas tabelas musicais
| Tabela musical (1991)                                         | Melhor posição |
| ------------------------------------------------------------- | -------------- |
| Austrália - ARIA Charts                                       | 1              |
| Áustria - Ö3 Austria Top 40                                   | 17             |
| Estados Unidos - Billboard Hot 100                            | 24             |
| Irlanda - Irish Recorded Music Association                    | 1              |
| Noruega - VG-lista                                            | 1              |
| Nova Zelândia - Recording Industry Association of New Zealand | 1              |
| Países Baixos - Mega Single Top 100                           | 3              |
| Suíça - Schweizer Hitparade                                   | 12             |
| Suécia - Sverigetopplistan                                    | 3              |
| Reino Unido - UK Singles Chart                                | 1              |

| País              | Certificação |
| ----------------- | ------------ |
| Reino Unido - BPI | Ouro         |